# Vidor (Texas)
La ville de Vidor (en anglais [ˈvaɪdər]) est située dans le comté d’Orange, dans l’État du Texas, aux États-Unis. Lors du recensement de 2010, sa population s’élevait à 10 579 habitants.

## Histoire
La ville a été nommée en l'honneur de Charles Shelton Vidor, propriétaire de la Miller-Vidor Lumber Company et père du réalisateur King Vidor. 

## Source
- (en) Cet article est partiellement ou en totalité issu de l’article de Wikipédia en anglais intitulé « Vidor, Texas » (voir la liste des auteurs).